# Stapelgedicht
Stapelgedichten zijn korte gedichten die worden gemaakt door boeken op elkaar te stapelen. De titels op de ruggen vormen, van boven naar beneden gelezen, het gedicht. Het genre (Sorted Books Project) is in de jaren 90 van de twintigste eeuw door weblogger Max Dohle populair gemaakt in Nederland. 
In het Sorted Books Project van Nina Katchadourian werd proza geschreven met boektitels. De rage in Nederland draaide altijd om gedichten.

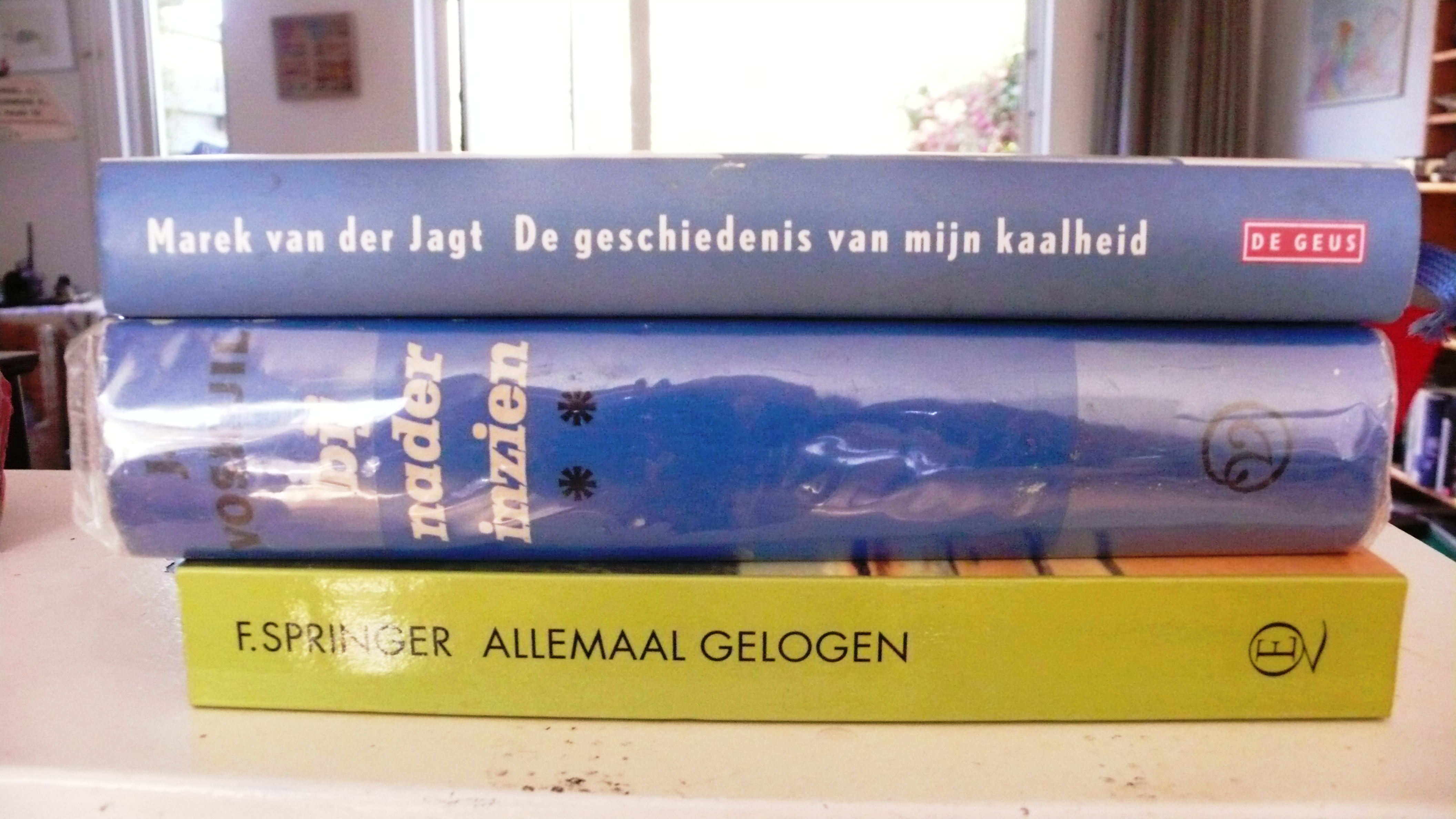
Voorbeeld van een stapelgedicht

## Voorbeeld
De geschiedenis van mijn kaalheid
Bij nader inzien
Allemaal gelogen
Achtereenvolgens van: Marek van der Jagt, J.J. Voskuil en F. Springer.